# Metakvalon
Metakvalon (obchodní názvy Quaalude a Mandrax) je ilegální návyková látka ze skupiny chinazolinonů, fungující jako depresant a sedativum.

## Historie
Metakvalon byl vyvinut v 50. letech 20. století indickými vědci, kteří hledali léky na malárii. Tato látka však vykazovala jiné účinky – uklidňovala a vyvolávala touhu po spánku a zdála se zprvu být nenávykovou. Brzy se prodávala po celém světě jako údajně „bezpečná“ alternativa k barbiturátům (v Československu se prodával pod názvem Dormogen). V 60. a 70. letech se stal tento lék významnou součástí kultu „sexu, drog a rock'n'rollu“ a byl nejen hojně předepisován jako lék proti úzkosti a nespavosti, ale také zneužíván jako povzbuzující látka. V 70. a 80. letech bylo masivně ustoupeno od předepisování tohoto léku, protože vyšly najevo jeho nebezpečí a silná návykovost. Došlo k dramatickému poklesu zneužívání této drogy jak v USA, tak v Evropě. Dodnes je však metakvalon velmi často vyráběn a zneužíván v jižní Africe; Jihoafrická republika je největším producentem a konzumentem ilegálního metakvalonu.

## Účinky
Metakvalon se zpravidla podával ve formě tablet či tobolek. Jeho hladina v krvi vrcholí 1–2 hodiny po podání a účinky trvají 4–8 hodin. Při dlouhodobém užívání vzniká tolerance a k vyvolání stejných účinků je třeba většího množství látky. Letální množství je zpravidla 8 až 20 gramů látky, smrtelnou dávku však významně snižuje současná konzumace alkoholických nápojů. Metakvalon vyvolává pocity relaxace, neboť snižuje hladiny některých neuropřenašečů. Má však řadu fyzických i psychických vedlejších účinků, mj. snižuje vnímání bolesti, což může vést k sebepoškození. Odvykací kúra trvá zpravidla 7 až 10 dní a je provázena velmi nepříjemnými stavy.

## V populární kultuře
Ve filmu Vlk z Wall Street je tento „lék“ často užívaný rekreačně.
Ve Falcově písni ,Ganz Wien‘ se můžeme setkat s alternativním názvem „mozambin“. Prášek se též objevuje v seriálu True Detective.